# Sinistrogiro

Espiral de Arquimedes sinistrogira

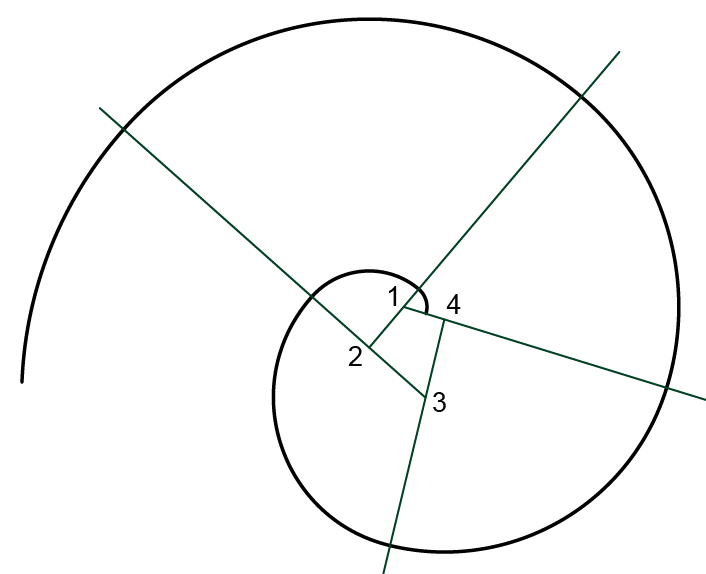
Falsa espiral (espiral policêntrica) de quatro centros sinistrogiros

Sinistrogiro ou levogiro são os elementos curvos que giram ou se voltam para a esquerda..
No sistema referencial cartesiano, esta nomenclatura também é válida para a regra da mão esquerda.
Na síntese química, substâncias compostas por dois isômeros, a partir do centro quiral, podem ser denominadas: dextrogira e levogira.